# Wu Bixia
Wu Bixia (chinois : 吴碧霞 ; pinyin : wú bìxiá), née en 1975 à Changde, dans la province du Hunan, en République populaire de Chine, est une chanteuse chinoise, interprétant des musiques chinoises traditionnelles, généralement accompagnée d'orchestres également traditionnels.
Elle a aussi bien interprété des musiques folkloriques régionales que des monuments nationaux comme Le Rêve dans le pavillon rouge.
Elle a joué avec le jeune chœur philharmonique de Taipei en 2002
Elle a également réinterprété la célèbre chanson Gǎnlǎnshù (橄榄树, gǎnlǎnshù, « Olivier ») de Sanmao composé par Li Tai-hsiang (en) (李泰祥), principalement connu pour son interprétation par Chyi Yu.